# Lycosoides leprieuri
Lycosoides leprieuri är en spindelart som först beskrevs av Simon 1875.  Lycosoides leprieuri ingår i släktet Lycosoides och familjen trattspindlar. Inga underarter finns listade i Catalogue of Life.